# Fulgurofusus aequilonius
Fulgurofusus aequilonius is een slakkensoort uit de familie van de Turbinellidae. De wetenschappelijke naam van de soort is voor het eerst geldig gepubliceerd in 2000 door Sysoev.